# Franco Ventura
Franco Ventura (Seregno, 17 dicembre 1920 – Seregno, 3 aprile 1990) è stato un calciatore italiano, di ruolo difensore o centrocampista.

## Carriera
Dopo aver vestito la maglia della Seregno, passa al Milano dove esordisce in Serie A nella stagione 1941-1942, raccogliendo 2 presenze, ovvero lo stesso ammontare della stagione successiva.
Con la sospensione dei campionati per motivi bellici, Ventura continua a vestire la maglia del Milano nel Campionato Alta Italia 1944 (una presenza) e nel Torneo Benefico Lombardo 1944-1945 (14 presenze).
Dopo un'ulteriore stagione al Seregno, nel 1946 viene posto in lista di trasferimento dal Milan e si trasferisce al Piacenza, rimanendovi un anno senza mai giocare. Chiude la carriera tornando a giocare nel Seregno.